# Wyk auf Föhr
Wyk auf Föhr (en frisón septentrional: a Wik; en danés: Vyk på Før) es el único municipio de Föhr (Alemania), la segunda isla más grande de las Frisias septentrionales, en la costa del Mar del Norte. Pertenece, al igual que toda la isla, al distrito de Nordfriesland. Considerada una pequeña ciudad (Kleinstadt), su nombre oficial tras la última modificación es Stadt Wyk auf Föhr (lit. Ciudad Wyk de Föhr). Su término municipal incluye los núcleos de población de Boldixum y Südstrand.

## Descripción
Wyk se encuentra en el borde sureste de la isla de Föhr. En la población viven alrededor de 4500 habitantes, pero durante la temporada turística se incrementa hasta más de 20 000 personas. Funciona como centro regional para las islas de Föhr y Amrum, proporcionando centros comerciales, servicios médicos y oficinas de correos, siendo la sede de la Amt Föhr-Amrum y el centro de la atención social de las islas. Los otros aproximadamente 4200 habitantes de Föhr viven en otras poblaciones de la isla.
La principal fuente de riqueza de Wyk es el turismo.